# 一ノ瀬正樹
一ノ瀬 正樹（いちのせ まさき、1957年12月5日 - ）は、日本の哲学者。東京大学名誉教授。武蔵野大学ウェルビーイング学部教授、オックスフォード大学上廣応用倫理センター名誉フェロー。博士（文学）。日本哲学会会長 (2019年-2023年)。

## 経歴
茨城県土浦市出身。茨城県立土浦第一高等学校卒業。黒田亘の指導のもと、1981年東京大学文学部哲学科卒業。1984年同大学院人文科学研究科修士課程修了。1988年同博士課程単位取得満期退学。
1991年東洋大学文学部専任講師、1994年同助教授。1995年東京大学大学院人文社会系研究科助教授。1997年11月「人格知識論の生成-ジョン・ロックの瞬間」で、東京大学より博士（文学）の学位を取得。1998年『人格知識論の生成』で和辻哲郎文化賞および中村元賞受賞。2002 - 2003年オックスフォード大学客員研究員、2007年1月より東京大学大学院人文社会系研究科教授。2018年3月に東京大学を退職、名誉教授。
2018年4月武蔵野大学グローバル学部教授。2021年4月より同大学人間科学部人間科学科教授。2022年4月より同大学図書館長。2024年4月より同大学ウェルビーイング学部教授。
ジョン・ロック、デイヴィッド・ヒュームなどイギリス経験論哲学の研究からはじまり、近年は因果、人格、確率などをめぐり独自の哲学を展開している。また、東日本大震災以後、福島問題にも発言している。国際哲学雑誌 Review of Analytic Philosophy の編集責任者。

## 著書
- 『人格知識論の生成 - ジョン・ロックの瞬間』 （東京大学出版会）1997年
- 『原因と結果の迷宮』 （勁草書房）2001年
- 『原因と理由の迷宮 - 「なぜならば」の哲学』 （勁草書房）2006年
- 『功利主義と分析哲学 - 経験論哲学入門』（日本放送出版協会） 2010年、のち改題増訂版『英米哲学史講義』  （ちくま学芸文庫）2016年
- 『死の所有 - 死刑・殺人・動物利用に向きあう哲学』 （東京大学出版会）2011年、のち増補新装版 2019年
- 『確率と曖昧性の哲学』  （岩波書店）2011年
- 『放射能問題に立ち向かう哲学』 （筑摩選書）2013年
- 『英米哲学入門 - 「である」と「べき」の交差する世界』 （ちくま新書）2018年
- 『いのちとリスクの哲学 - 病災害の世界をしなやかに生き抜くために』 （MYU）2021年
- 『ためらいと決断の哲学 -ゆらぎゆく因果と倫理』  （青土社）2024年

### 共編著
- 『真理への反逆 - 知識と行為の哲学』（河本英夫共編、富士書店） 1994年
- 『医と法をめぐる生死の境界』（高橋都共編、東京大学出版会、「死生学」第5巻） 2008年
- 『ヒトと動物の死生学 - 犬や猫との共生、そして動物倫理』（新島典子共編、秋山書店） 2011年
- 『低線量被曝のモラル』（伊東乾, 影浦峡, 児玉龍彦, 島薗進, 中川恵一共編著、河出書房新社） 2012年
- 『東大ハチ公物語 - 上野博士とハチ、そして人と犬のつながり』（正木春彦共編、東京大学出版会） 2015年
- 『福島はあなた自身 - 災害と復興を見つめて』（早野龍五, 中川恵一共編、福島民報社） 2018年
- 『世俗仏教の倫理と死の意味の哲学』（カンファ・ツリー・ヴィレッジ叢書1、共著、武蔵野大学出版会）2025年

## 翻訳
- 『視覚新論』（ジョージ・バークリー、下條信輔, 植村恒一郎共訳、勁草書房） 1990年
- 『ホワイトヘッド  - 秩序への冒険』（ポール・G・クンツ、紀伊国屋書店） 1991年
- 『パラドックスの哲学』（R・M・セインズブリー、勁草書房） 1993年
- 『人間知性研究 - 付・人間本性論摘要』（デイヴィッド・ヒューム、斎藤繁雄共訳、法政大学出版局） 2004年

## 近年のおもな論文
- 「「音楽化された認識論」の展開 - リフレイン、そしてヴァリエーションへ」『論集』第31号、東京大学大学院人文社会系研究科哲学研究室、2013年
- 「断章 いのちは切なし - 人と動物のはざま」『哲学雑誌』第130巻第802号収録、2015年
- "A Philosophical Inquiry into the Confusion over the Radiation Exposure Problem". Journal of Disaster Research Vol. 11 No. sp. 2016
- "The Death Penalty Debate: Four Problems and New Philosophical Perspectives". Journal of Practical Ethics Vol. 5 No. 1. 2017
- "Normativity, probability, and meta-vagueness". Synthese Vol. 194 Issue 10. 2017
- 「｢信念の倫理｣研究序説」『The Basis』(武蔵野大学教養教育リサーチセンター紀要)、Vol.11. 2021年
- "Risk, Precaution, and Causation". Tetsugaku Vol.6. Philosophical Association of Japan, 2022.
- 「「行為」をめぐる因果と規範」『武蔵野大学人間科学研究所年報』、Vol.13. 2024年

## 講演
"Modes of Responsibility" 2010 Uehiro Lectures at the University of Oxford, UK, November 2010.